# Niigata
Niigata (新潟市 -shi) é a capital da prefeitura de Niigata, Japão. Está localizada na costa noroeste da ilha de Honshu, a maior do Japão, virada para o mar do Japão e para a Ilha de Sado. A cidade foi fundada em 1889 e, tendo-se tornado uma zona franca, Niigata é atualmente a maior cidade na linha costeira Japonesa. Em 2003 a cidade tinha uma população estimada em 776 365 habitantes e uma densidade populacional de 2 282,46 h/km². Tem uma área total de 649,95 km².

## História
Pessoas têm vivido em Niigata desde o período Jomon, ainda que grande parte da atual terra estivesse abaixo do nível do mar naquela época. De acordo com Nihonshoki, uma fortaleza foi construída na área em 647 d.C.
No século XVI, um porto chamado Niigata foi estabelecido na foz do Rio Shinano enquanto que uma pequena cidade portuária chamada Nuttari se desenvolveu nos arredores da foz do Rio Agano. A área prosperou sob as regras de Uesugi Kenshin durante o periodo Sengoku
Um sistema de canais foi construído na ilha principal de Niigata no século XVII. Durante esse periodo, os cursos dos rios Shinano e Agano foram alterados gradualmente até que eles se derramassem no mar no mesmo lugar. Com isso, Niigta prosperou como uma cidade portuaria, servindo como um porto essencial para navios de troca japoneses que atravessavam o Mar do Japão.
O canal Matsugasaki foi construído em 1730 para drenar a área do Rio Agano, mas em 1731 uma enchente destruiu o canal e resultou na corrente principal deste rio. Então, o volume de água fluindo para o porto de Niigata diminui, o que contriubui para fornecer terras que eram necessárias para o desenvolvimentos de campos de arroz.
Em 1858 Niigata foi designada como um dos 5 portos para serem abertos para troca internacional no Tratado de Amizade e Comércio dos Estados Unidos-Japão. Contudo, o nível de água superficial no porto atrasou a real abertura deste para navios estrangeiros até 1869. O porto também serviu com uma base essencial para pescadores que viajavam até a península Kamchatka, no norte, para pescar salmões e outros peixes.
Em 1886 a primeira ponte Bandai foi construída atravessando o rio Shinano para conectar os assentamentos de Niigata (a leste) e Nuttari (a oeste). Niigata anexou Nuttari em 1914.
Durante a Segunda Guerra Mundial a localização geográfica estragégica de Niigata, entre a capital de Tokyo e o Mar do Japão, fez desta um lugar-chave para a transferência de migrantes e militares para o continente asiático, incluindo Manchukuo.
Em 1945 perto do final da Segunda Guerra Mundial, Niigata foi uma das 4 cidades - incluindo Hiroshima, Kokura e Nagasaki - escolhidas como alvo para bomba atômica no caso de o Japão não se render. O governador da prefeitura de Niigata ordenou que as pessoas evacuassem a cidade por causa dos rumores de um possível ataque de bomba e a cidade ficou completamente deserta por dias. Péssimas condições climáticas da cidade evitaram com que os EUA escolhessem Niigata para jogar a bomba atômica. Nagasaki foi a escolihida no lugar de Niigata.
Em 1950 a construção da Estação de Niigata foi completada, estendendo a área central até a ponte Bandai. Um incendio devastador em 1955 destruiu grande parte da área central, mas a cidade conseguiu se recuperar. Em 1964, os velhos canais que conduziam a água através da cidade foram preenchidos para que se pudesse construir mais ruas.
Em 16 de Junho de 1964, às 1:23pm (horário do Japão), um terremoto de 7.5 graus na escala de Richter abalou a cidade, matando 23 pessoas e causando um estrago em larga escala de propriedades, com 1.960 prédios completamente destruídos, 6.640 prédios parcialmente destruídos e 15.298 severamente inundados pela liquefação.
Em 1965 o Rio Agano que atravessa Niigata foi poluído com mercúrio pelo setor químico da Companhia de Eletricidade Showa. Mais de 690 pessoas apresentaram sinais de intoxicação pela doença de Minamata e esse episódio ficou conhecido como a doença de Minamata de Niigata.
Em 1982 o serviço de trem-bala (shinkansen) na linha Joetsu entre Niigata e Omiya, com o serviço estendido até Ueno em 1985. A linha foi estendida até Tokyo em 1991.
O estádio de futebol Big Swan, na cidade de Niigata, sediou a FIFA Copa do Mundo de 2002.
O terremoto de Chuuetsu de 2004 não causou nenhum dano significativo na cidade de Niigata, permitindo a cidade funcionar como uma base de ajuda.
Depois de uma série de fusões municipais durante um período de 4 anos, entre 2001 e 2005, o tamanho da população da cidade de Niigata aumentou. Em 1 de Abril de 2007 a cidade de Niigata se tornou a primeira cidade da costa oeste de Honshu a se tornar uma cidade designada pelo governo.
Em Julho de 2007, o terremoto da costa de Chūetsu, que atinigiu 6.9 na escala Richter, balançou a cidade de Niigata. Ainda que o terremoto pudesse ser sentido na cidade, os estragos foram mínimos, o que permitiu à cidade a fornecer ajuda às áreas devastadas.
Em Maio de 2008 a cidade sediou o encontro dos Ministros do Trabalho do G8.
Em 12 de março de 2011, várias horas depois do fortíssimo terremtoto de 9.0 de Tohoku atingir a costa leste de Honshu, as prefeituras de Niigata e Nagano experienciaram uma magnitude de aproximadamente 6.6 graus na escala Richter.

## Geografia
Situada numa fértil planície costeira na costa do Mar do Japão, a característica mais saliente do clima de Niigata é a presença de um elevado grau de humidade, trazida pelos ventos do Nordeste, durante o Inverno, que causa frequentes e fortes nevascas, embora a sua intensidade seja ligeiramente menor na cidade propriamente dita, em comparação com as restantes regiões de Niigata.
Já no Verão, tanto como consequência dos ventos quentes do sul como dos ventos Föhn (massas de ar aquecidas adiabaticamente como resultado da desidratação causada pelo levandamento orográfico das mesmas) trazidos por tufões, verifica-se o predomínio de temperaturas elevadas.

## Cidades-irmãs
Niigata mantém laços de cidade-irmã com 6 cidades:
- Galveston, Estados Unidos
- Khabarovsk, Rússia
- Vladivostok, Rússia
- Birobidjan, Rússia
- Harbin, China
- Nantes, França

Além disso, acordos de intercâmbio especiais foram criados com:
- Kingston upon Hull, Reino Unido
- Ulsan, Coreia do Sul